# Thẩm thấu

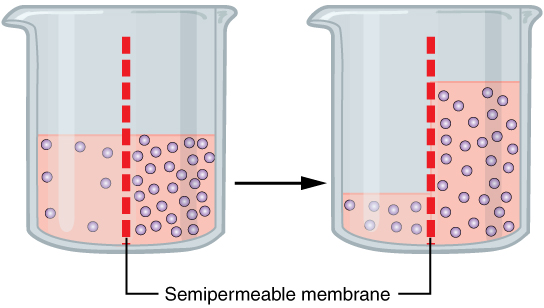
Hình mô tả về quá trình thẩm thấu

Thẩm thấu là quá trình di chuyển của dung môi qua màng.
Thẩm thấu là hiện tượng di chuyển phân tử nước từ nơi có nồng độ thấp đến nơi có nồng độ cao. Ngày nay, ứng dụng sự thẩm thấu vào sản xuất và cuộc sống là rất lớn.
Hiện tượng thẩm thấu là khi hai dung dịch được ngăn cách bởi các màng lọc, chứa nồng độ chất tan khác nhau thì phần tử dung môi sẽ đi từ nơi có nồng độ chất tan thấp đến nơi có nồng độ chất tan cao hơn và liên tục diễn ra cho đến khi nồng độ chất tan ở hai dung dịch bằng nhau.
Quá trình này diễn ra rất nhanh để cân bằng các nồng độ chất lỏng, nó thường được diễn ra tự động và không cần tiêu thụ năng lượng.
Một số ví dụ của hiện tượng thẩm thấu:
- Hồng cầu của con người bị sưng lên khi tiếp xúc với nước ngọt.
- Lông hay rễ của cây khi hút nước, cây hút nước xung quanh tạo nên sự thay đổi áp suất giữa bên ngoài và bên trong rễ cây.
- Truyền máu trong bệnh viện: lợi dụng khuyên lý thẩm thấu, máu sẽ di chuyển vào bên trong cơ thể người, phục vụ cho việc truyền máu diễn ra được thuận lợi và tốt nhất...
Áp suất thẩm thấu được tạo ra do các chất tan trong dung dịch, nếu áp suất này không đạt đến độ cân bằng thì nhiều khi sẽ ảnh hướng rất nhiều đến cơ thể của con người và các sinh vật khác. Áp suất này có một ý nghĩa rất quan trọng: nó đại diện cho sự cân bằng. Đặc biệt đối với máu, nếu lượng muối lớn hơn hồng cầu, áp suất của muối lớn hơn hồng cầu thì hồng cầu sẽ teo lại và ngược lại.

## Vai trò của sự thẩm thấu

### Đối với thực vật
Cây cối nhờ vào sự chênh lệch áp suất thẩm thấu để hút nước, hấp thụ các chất dinh dưỡng. Theo đó, có hai quá trình ở đây, thứ nhất cây hấp thụ nước qua rễ – nhờ vào quá trình thẩm thấu nước từ đất vào rễ. Sau đó nước dựa vào vào sự chênh lệch thẩm thấu ở rễ và thân cây để di chuyển đi khắp cây và cung cấp sự sống.
Nhờ sự thẩm thấu, cây cối có thể hấp thụ được nước, chất khoáng và các chất dinh dưỡng khác từ đất. Tuy nhiên nếu như đất nhiễm mặn, các loại cây thông thường sẽ không sống được vì nước trong cây sẽ theo rễ mà đi vào đất – đây cũng là ảnh hưởng của sự chênh lệch áp suất thẩm thấu. Chính vì thế, tại các địa phương gần biển hay rừng ngập mặn, người ta mới chỉ trồng các cây có khả năng thích nghi với nước mặn.

### Đối với động vật
Động vật luôn có cơ chế điều hòa thẩm thấu, đối với các động vật dưới nước và lưỡng cư, chúng ngăn chặn sự mất nước của cơ thể bằng cơ chế, duy trì một nồng độ vừa đủ cân bằng với môi trường bên ngoài để hạn chế sự mất nước.
Ví dụ với những loài cá nước mặn, chúng phải hấp thụ một lượng nước rất lớn, nguyên nhân vì trong nước biển có nhiều muối, nếu không hấp thụ một lượng nước lớn thì phần nước sau khi đã qua cơ chế lọc của cá sẽ không đủ – cho nên chúng phải lấy lượng nước nhiều hơn.

### Đối với con người
Thẩm thấu dễ thấy nhất ở người chính là cơ chế hoạt động của máu. Chúng ta có thể thấy máu từ động mạch qua bơm có áp lực cao, cho nên các chất độc sẽ được đẩy ra bên ngoài. Nguyên lý này được ứng dụng nhiều trong việc truyền máu hoặc lọc máu cho bệnh nhân chạy thận.
Nhìn chung, việc ứng dụng nguyên lý trong y khoa thì rất nhiều. Nó mang đến cho chúng ta những cơ hội mới để phục vụ cho đời sống của con người. Đồng thời bạn có thể thông qua đó để nghiên cứu nhiều hơn các kỹ thuật ứng dụng vào cứu chữa bệnh.